# Cephonodes cynniris
Cephonodes cynniris är en fjärilsart som beskrevs av Guérin 1844. Cephonodes cynniris ingår i släktet Cephonodes och familjen svärmare. Inga underarter finns listade i Catalogue of Life.